# Zagelkogel
Zagelkogel är ett berg i Österrike. Det ligger i distriktet Bruck-Mürzzuschlag och förbundslandet Steiermark, i den östra delen av landet. Toppen på Zagelkogel är 2 255 meter över havet.
Närmaste samhälle är Gschöder, norr om Zagelkogel.
I omgivningarna runt Zagelkogel förekommer i huvudsak kala bergstoppar och alpin tundra.